# Ашибоков, Руслан Султанович
Русла́н Султа́нович Ашибо́ков (22 июля 1949, Нальчик — 18 декабря 2021, Нальчик) — советский футболист, защитник, мастер спорта СССР (1973). Наиболее известен по своим выступлениям за нальчикский «Спартак», в составе которого провёл более 340 матчей, что является шестым показателем за всю историю клуба.

## Карьера

### Клубная
Воспитанник группы подготовки при команде мастеров первой группы класса «А» СССР «Спартак» Нальчик. В 1966 и 1967 годах играл в полуфиналах юношеского первенства СССР. Дебют Ашибокова в основной команде нальчан состоялся в 1967 году, а уже в следующем сезоне стал одним из основных игроков коллектива. По итогам сезона 1971 года вошёл в состав 22-х лучших футболистов РСФСР, играл за сборную РСФСР в международных матчах. Был награждён почетной грамотой Президиума Верховного Совета КБАССР. За семь сезонов в составе нальчан Ашибоков провёл более 200 матчей, после чего в 1974 году перешёл в команду высшей лиги «Динамо» Киев, где провёл один матч. За «Днепр» Днепропетровск в следующем сезоне сыграл три матча. Завершал карьеру игрока в 1976—1980 годах в Нальчике. Он считается одним из лучших футболистов за всю историю команды. Провёл более 340 матчей в составе нальчан, что является шестым показателем за всю историю клуба. В 2012 году наряду с другими ветеранами футбола республики был удостоен награды «За развитие футбола».

### Тренерская
В 1990 году Ашибоков помогал Казбеку Тляругову тренировать баксанский «Эталон». Под их руководством команда стала чемпионом РСФСР среди любительских клубов и добилась права выступать во второй лиге союзного первенства. По окончании сезона покинул команду.
Несколько лет работал заместителем директора республиканского стадиона «Спартак» в Нальчике. Умер 18 декабря 2021 года.

## Достижения и награды
- Победитель первенства СССР среди дублирующих составов клубов высшей лиги: 1974.
- Победитель зонального турнира среди команд второй лиги (3): 1971, 1977, 1978.
- Награждён медалью «За развитие футбола»[6].
- Удостоен звания заслуженного работника физической культуры и спорта Кабардино-Балкарии.

## Статистика выступлений
| Команда                | Сезон            | Чемпионат        | Чемпионат | Чемпионат | Кубок | Кубок | Прочее | Прочее | Итого | Итого |
| Команда                | Сезон            | Уров.            | Игры      | Голы      | Игры  | Голы  | Игры   | Голы   | Игры  | Голы  |
| ---------------------- | ---------------- | ---------------- | --------- | --------- | ----- | ----- | ------ | ------ | ----- | ----- |
| Спартак (Нальчик)      | 1967             | II               | 1         | 0         | 0     | 0     | 0      | 0      | 1     | 0     |
| Спартак (Нальчик)      | 1968             | II               | 35        | 0         | 0*    | 0     | 0      | 0      | 35*   | 0     |
| Спартак (Нальчик)      | 1969             | II               | 35        | 0         | 0*    | 0     | 0      | 0      | 35*   | 0     |
| Спартак (Нальчик)      | 1970             | III              | 41        | 1         | 3     | 0     | 3      | 0      | 47    | 1     |
| Спартак (Нальчик)      | 1971             | III              | 26*       | 0         | 0     | 0     | 3*     | 0      | 29*   | 0     |
| Спартак (Нальчик)      | 1972             | II               | 38        | 2         | 4     | 0     | 0      | 0      | 42    | 2     |
| Спартак (Нальчик)      | 1973             | II               | 33        | 0         | 4     | 0     | 0      | 0      | 37    | 0     |
| Спартак (Нальчик)      | Итого            | Итого            | 209*      | 3         | 11*   | 0     | 6*     | 0      | 226*  | 3     |
| Динамо (Киев)          | 1974             | I                | 1         | 0         | 0     | 0     | 0      | 0      | 1     | 0     |
| Днепр (Днепропетровск) | 1975             | I                | 3         | 0         | 0     | 0     | 0      | 0      | 3     | 0     |
| Спартак (Нальчик)      | 1976             | II               | 35        | 2         | 1     | 0     | 0      | 0      | 36    | 2     |
| Спартак (Нальчик)      | 1977             | III              | 40        | 1         | 0     | 0     | 1*     | 0      | 41*   | 1     |
| Спартак (Нальчик)      | 1978             | III              | 10*       | 0         | 0     | 0     | 2      | 0      | 12*   | 0     |
| Спартак (Нальчик)      | 1979             | II               | 1         | 0         | 3     | 0     | 0      | 0      | 4     | 0     |
| Спартак (Нальчик)      | 1980             | II               | 31        | 0         | 5     | 0     | 0      | 0      | 36    | 0     |
| Спартак (Нальчик)      | Итого            | Итого            | 117*      | 3         | 9     | 0     | 3*     | 0      | 129*  | 3     |
| Всего за карьеру       | Всего за карьеру | Всего за карьеру | 330*      | 6         | 20*   | 0     | 9*     | 0      | 359*  | 6     |

Примечание: знаком * отмечены ячейки, данные в которых, возможно, неполные в связи с отсутствием протоколов второго круга первенства 1971 и первенства 1978 года, а также протоколов турнира за право выхода в первую лигу 1971 и 1977 годов и кубка СССР 1968, 1969 годов.
Источники:
- Статистика выступлений взята из книги: Морозов И. А. История Кабардино-Балкарского футбола. Часть 2 (1959—1991). — Астрахань, 2006. — 278 с..